# Onthophagus ratchasimaensis
Onthophagus ratchasimaensis là một loài bọ cánh cứng trong họ Bọ hung (Scarabaeidae).